# Haiyang
Haiyang (海阳市S, HǎiyángP) è una città-contea della Cina, situata nella provincia dello Shandong e amministrata dalla prefettura di Yantai.